# Philip Tomlinson
Philip Barry Tomlinson (né en 1932) est un botaniste britannique spécialisé dans la botanique tropicale.

## Biographie
Il est diplômé en biologie (BSc) et en botanique (PhD) de l'Université de Leeds. Il est professeur de biologie Edward C. Jeffrey, émérite à Harvard Forest, Université Harvard . Il reçoit la Médaille linnéenne en 1999.
Il reçoit la médaille José Cuatrecasas pour l'excellence en botanique tropicale en 2002.